# تاکاشی اوسامی
تاکاشی اوسامی (انگلیسی: Takashi Usami؛ زادهٔ ۶ مهٔ ۱۹۹۲) یک بازیکن فوتبال اهل ژاپن است.که در باشگاه فوتبال گامبا اوساکا ژاپن بازی می‌کند.
از باشگاه‌هایی که در آن بازی کرده‌است می‌توان به گامبا اوساکا، بایرن مونیخ و هافنهایم اشاره کرد. وی همچنین در تیم ملی فوتبال ژاپن بازی کرده‌است.